# Orsis 120
ORSIS 120 - нарезной охотничий карабин российского производства.
Данный карабин выпускается на заводе ООО "ПРОМТЕХНОЛОГИЯ", который расположен в Москве. 

## Описание
ORSIS 120 - карабин, который компания разработала по многочисленным заявкам дилеров и стрелков. Это охотничья винтовка, которая унаследовала все лучшее от других моделей охотничьей линейки компании.
Данная модель производится на базе многозарядной группы, с продольно-скользящим затвором с двумя боевыми упорами. Затвор в данной модели имеет трехпозиционный предохранитель, которыми оснащены затворы на охотничьих и спортивных винтовках ORSIS. В базовой комплектации все металлические части винтовка покрыты специальным покрытием Cerakote - Black Graphite.

## Характеристики[3]
| Калибр             | .223 Rem     | .243 Win     | .308 Win     |
| ------------------ | ------------ | ------------ | ------------ |
| Шаг нарезов        | 10           | 10           | 11           |
| Количество нарезов | 4            | 4            | 4            |
| Длина ствола       | 22” (558 мм) | 22” (558 мм) | 22” (558 мм) |
| Масса, кг          | 3,4          | 3,4          | 3,4          |